# Lesina
Lesina é uma comuna italiana no norte da região da Puglia, província de Foggia, com cerca de 6.286 habitantes, localizada as margens do Lago de Lesina ao qual dá o nome.

## Geografia
Estende-se por uma área de 159 km², tendo uma densidade populacional de 40 hab/km². Faz fronteira com Apricena, Poggio Imperiale, San Paolo di Civitate, San Nicandro Garganico, Serracapriola.

## Demografia
| Variação demográfica do município entre 1861 e 2011                               |
|                                                                                   |
| Fonte: Istituto Nazionale di Statistica (ISTAT) - Elaboração gráfica da Wikipedia |